# Jan Staszel
Jan Staszel (* 15. September 1950 in Dzianisz) ist ein ehemaliger polnischer Skilangläufer.

## Werdegang
Staszel, der für den Start Zakopane startete, trat international erstmals in der Saison 1970/71 in Erscheinung. Bei der Armeespartakiade 1971 in Zakopane errang er den vierten Platz über 15 km und den zweiten Platz mit der Staffel. Im Februar 1971 wurde er polnischer Meister über 30 km und siegte im folgenden Monat beim Czech-Marusarzówna-Memorial in Zakopane erstmals über 15 km. Zudem lief er dort auf den zweiten Platz mit der Staffel. In Murmansk eine Woche später kam er auf den dritten Platz mit der Staffel. Bei den Olympischen Winterspielen 1972 in Sapporo belegte er den 33. Platz über 15 km und den 29. Rang über 30 km. Im März 1972 triumphierte er über 30 km beim Tatrapokal in Štrbské Pleso und beim Czech-Marusarzówna-Memorial über 15 km. Seinen größten internationalen Erfolg hatte er bei den Nordischen Skiweltmeisterschaften 1974 in Falun. Dort gewann er die Bronzemedaille über 30 km und errang über 15 km den 25. Platz. Im März 1974 siegte er erneut beim Czech-Marusarzówna-Memorial über 15 km und belegte im Januar 1975 in Le Brassus den dritten Platz über 15 km. In den Jahren 1976 und 1977 gewann er mit der Staffel beim Czech-Marusarzówna-Memorial. Bei den Olympischen Winterspielen im Februar 1976 in Innsbruck lief er auf den 40. Platz über 15 km, auf den 24. Rang über 30 km und zusammen mit Wiesław Gębala, Jan Dragon und Władysław Podgórski auf den 13. Platz mit der Staffel.